# 達姆胡斯湖
55°40′30″N 12°28′40″E / 55.67500°N 12.47778°E

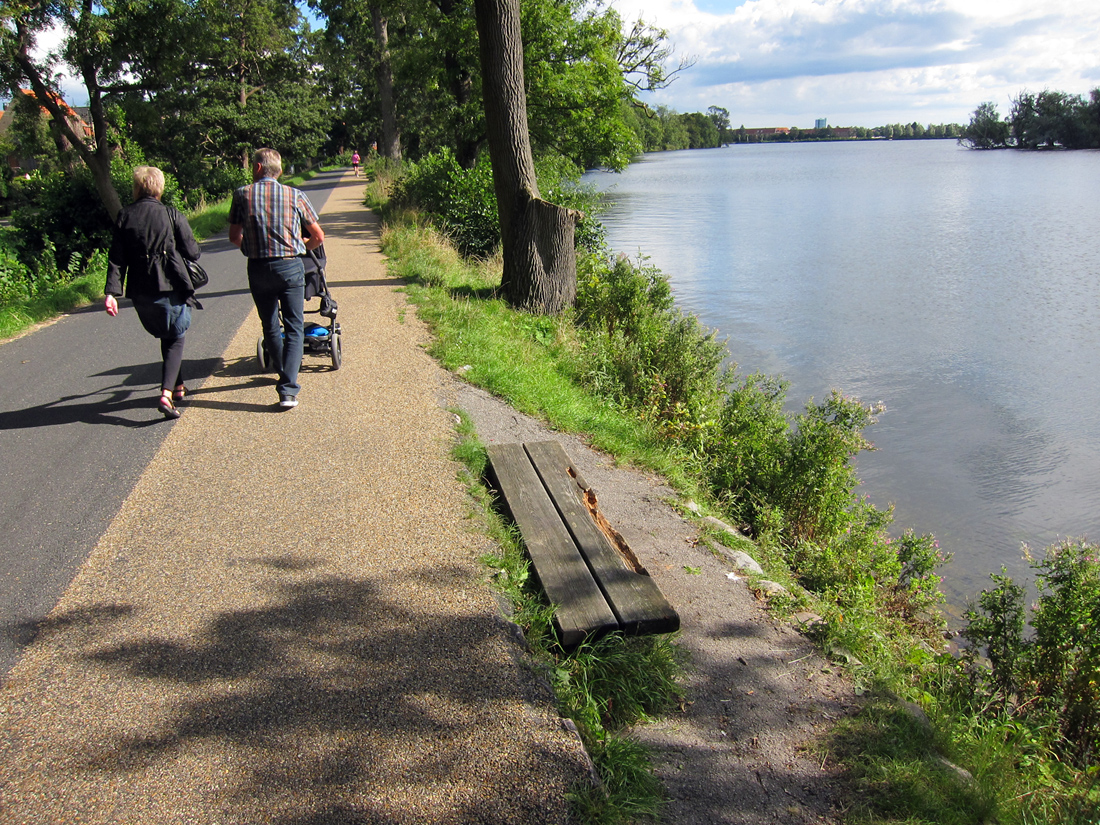

達姆胡斯湖（丹麥語：Damhus Sø），是丹麥的湖泊，位於該國東部首都大區，長1公里、寬0.8公里，面積0.38平方公里，海拔高度6米，平均水深1.6米，最大水深2.4米，湖畔城鎮有萬勒瑟。